# Chiesa di San Mamete (Mezzovico-Vira)
La chiesa parrocchiale di San Mamete è un edificio religioso che si trova a Mezzovico, in Canton Ticino.

## Storia
L'edificio è stato eretto in diverse fasi nel corso dei secoli, a partire dal 1055, con successivi rimaneggiamenti ed ampliamenti. Durante uno di questi interventi, l'orientamento della chiesa venne modificato.
Il campanile risale a un periodo compreso tra i secoli XII e XIII.

## Descrizione
La chiesa si presenta con pianta a navata unica con cappelle laterali; la copertura è lignea a vista, mentre il coro - che conserva una serie di affreschi cinquecenteschi - è sovrastato da una volta a crociera.